# Zajezierze (obwód brzeski)
Zajezierze (biał. Заазер’е; ros. Заозерье) – wieś na Białorusi, w obwodzie brzeskim, w rejonie pińskim, w sielsowiecie Horodyszcze, przy drodze republikańskiej R8.

## Warunki naturalne
Wieś położona jest pomiędzy Jeziorem Horodyskim a Jasiołdą. Graniczy z Rezerwatem Krajobrazowym Środkowa Prypeć.

## Historia
W dwudziestoleciu międzywojennym leżało w Polsce, w województwie poleskim, w powiecie pińskim, w gminie Pinkowicze. Po II wojnie światowej w granicach Związku Sowieckiego. Od 1991 w niepodległej Białorusi.

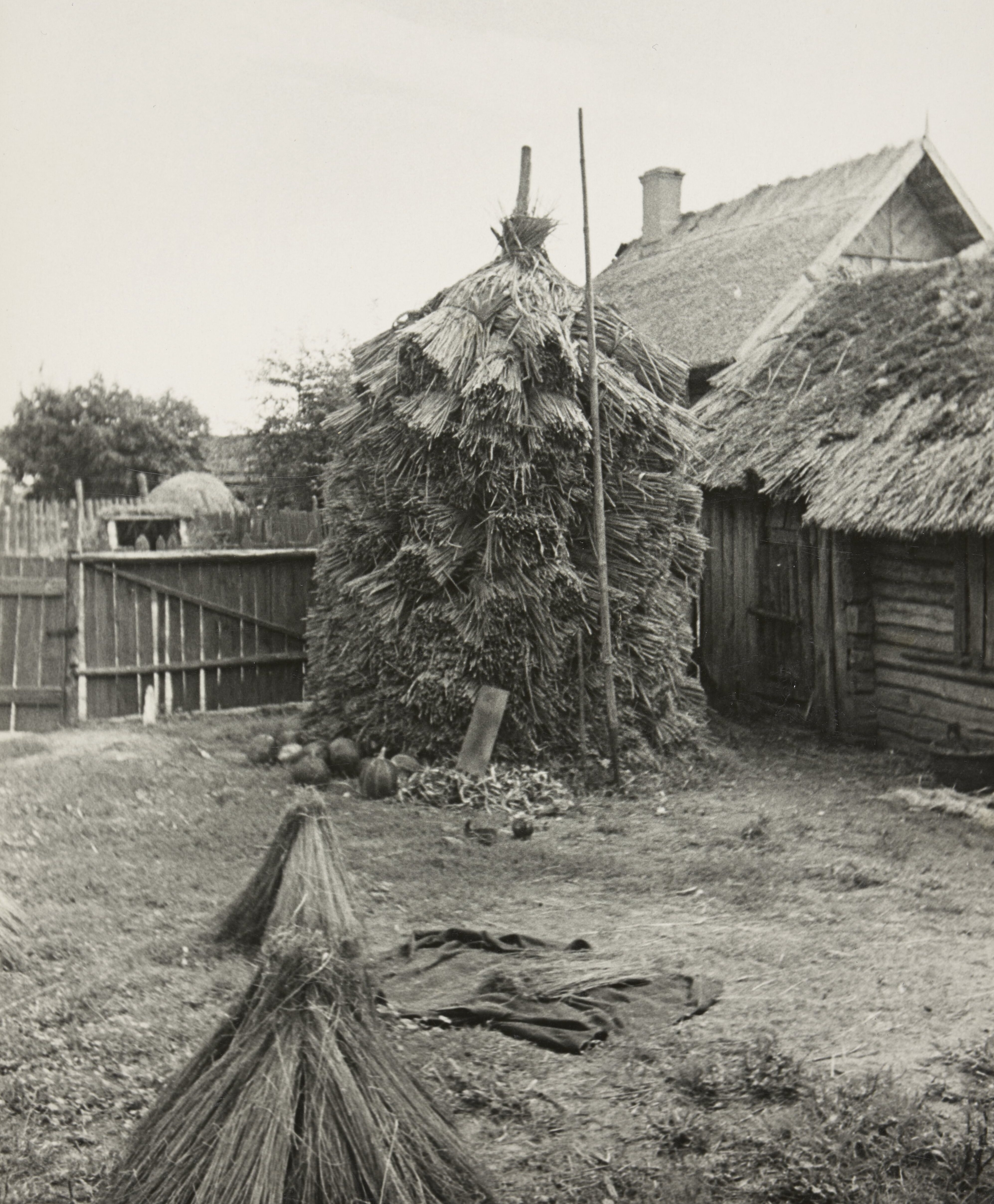
Chata poleska w Zajezierzu, przed 1939